# RCI
RCI，前稱RCI集團、國際度假公寓（Resort Condominiums International），是一家全球分時渡假的度假酒店及權益交易組織，溫德姆酒店集團的一個分支。
創立於1974年，這家由喬恩和克里斯特爾·迪翰建立的公司已變成世界其中一家大型的分時分享交易拆家。RCI有超過6,300家伙伴度假屋，遍布全球超過100個國家，並在全球有會員約380萬名。

## 公司架構
RCI總裁兼首席執行官是Geoffrey A. Ballotti。RCI公司的總部設在美國新澤西州的帕西帕尼。在北美洲的會員辦事處位於印第安納州的印第安納波利斯，而其對應的歐洲辦事處則位於英國凱特林。在其他城市，RCI也設有辦事處，例如：墨西哥城、愛爾蘭的科克、菲律賓的馬尼拉、印度班加羅爾、新加坡、阿拉伯聯合酋長國的迪拜和烏拉圭蒙得維的亞。其位於希臘雅典的辦事處同時服務希臘及土耳其兩個的國民。
2007年7月，RCI與溫德姆酒店集團旗下的渡假別墅集團（Holiday Cottages Group）合併。 

## 獎項
- Jeff Parker代表RCI集團取得由美國渡假村發展協會（the American Resort Development Association）舉辦的2007年度"ACE"僱員獎[2]。
- 從2009年到2011年，RCI被印第安納州商會指名為其中一家最佳工作地點[3][4][5]。
- 2009年，RCI集團墨西哥被指名為墨西哥[6] 及整個拉丁美洲[7] 的最佳工作地點。

## 參看
- 分時度假
- 多重收入
- QSTR

## 外部連結
- RCI會員網站* （页面存档备份，存于）
- Holiday Cottages Group（页面存档备份，存于）
- Platinum Interchange（页面存档备份，存于）